# 創元推理21
『創元推理21』（そうげんすいり21）は、東京創元社が発行していた文庫サイズの文芸雑誌。表紙には「本格ミステリの専門誌」というコピーが書かれている。2001年5月から2003年2月までで計5冊刊行された。
前身はミステリ雑誌『創元推理』（1992年10月～2000年10月）で、それが21号を迎えるにあたって、改名したものである。
2003年6月、誌名を『ミステリーズ!』に変更し、リニューアルした。

## 刊行リスト
- 2001年夏号（2001年5月） - 特集 渡辺啓助・渡辺温
- 2001年冬号（2001年9月） - 特集 S・S・ヴァン・ダイン、第11回鮎川哲也賞 / 第8回創元推理短編賞 / 第8回創元推理評論賞 発表
- 2002年夏号（2002年8月） - 特集 新・五十円玉二十枚の謎
- 2002年秋号（2002年10月） - 特集 第12回鮎川哲也賞 / 第9回創元推理短編賞 / 第9回創元推理評論賞 発表
- 2003年春号（2003年2月） - 絶筆長編一挙掲載「星と月」天藤真

### 創元推理21別冊
- 本格ミステリこれがベストだ! 2001 （探偵小説研究会他、2001年4月）
- 本格ミステリこれがベストだ! 2002 （探偵小説研究会著、2002年4月）

## 掲載小説リスト
刊行順に(1)から(5)とする。
新作
- 青井夏海「助産婦探偵シリーズ 別れてください」(4)
- 伊神貴世「知られすぎた男」(1)、「眺めのいい客室」(2)、「樺桜の花嫁」(3)、「饒舌天使」(4)
- 大倉崇裕「やさしい死神」(2)、「無口な噺家」(5)
- 小松史生子「彼方」(1)、「ポカポカ娘はみんなのアイドル」(3)
- 天藤真「星と月」(5)
- 伯方雪日「必然なる偶然」(5)
- 松尾由美「安楽椅子探偵アーチー 首なし宇宙人の謎」(3)
- 矢口敦子「息子の質問」(3)、「幽霊の処方箋」(4)、「ワールドカップ異聞」(5)
- 山野辺若「十九時五分の窓」（《闇の眼》シリーズ第一弾）(1)、「君の瞳に映るもの」（《闇の眼》シリーズ第二弾）(2)、「鬼火」(4)

創元推理短編賞
- 氷上恭子 - 第8回受賞作「とりのなきうた」(2)、受賞後第一作「度の過ぎた遊び」(4)
- 緑川聖司 - 第8回最終候補作「見えない悪意」(3)
- 竹林木凛 - 第8回最終候補作「がまずみを探しに」(3)
- 山岡都 　- 第9回受賞作「昆虫記」(4)、受賞後第一作「スフィンクスが消えた夜」(5)
- 笛吹太郎 - 第9回最終候補作「強風の日」(5)

新・五十円玉二十枚の謎
- 石沢尋 - 最優秀賞「平凡な生活」(3)
- 紺野晴香 - 優秀賞「虫送り」(3)
- 園田修一郎 - 優秀賞「新約五十円玉二十枚の謎」(3)

再録
- 芦川澄子「廃墟の死体（問題編）」(1)、「廃墟の死体（解決編）」(2)
- 渡辺啓助「亡霊の情熱」(1)、「赤いスキー帽（問題編）（解決編）」(1)

海外作品
- N・O・T・ヴォン・ダイム「ピンク家殺人事件」(2)